# Félix Huerta y Huerta
Félix Huerta y Huerta (Alcalá de Henares, 30 de agosto de 1844 - Alcalá de Henares, 22 de marzo de 1926) fue un empresario y político español. Alcalde de Alcalá de Henares en cuatro mandatos.

## Biografía
Félix Huerta y Huerta nació en Alcalá de Henares el 30 de agosto de 1844. Su padre fue Pedro Celestino de Huerta López. Se casó con Antonia Calopa Albareda y tuvieron 4 hijos (Fernando, Francisco, Javier y José Félix) y 4 hijas (Rosario, Cruz, Antonia, Concha).
En 1877 fue por primera vez concejal de la corporación municipal, y posteriormente alcalde en cuatro ocasiones (1894, 1899, 1900 y 1903). Su labor al frente de la alcaldía fue muy significativa: urbanizó y pavimentó el Paseo de la Estación; amplió el matadero municipal; amplió el cementerio de 5.000 m² a casi 30.000 m², además de diversas obras de embellecimiento como las tapias y las rejas que aún se conservan; trajo aguas a la ciudad complutenses y mejoró su alcantarillado; amplió la plaza de los Santos Niños, derribando las viejas casas de los Canónigos; plantó árboles en calles y plazas, y construyó el Parque O'Donnell. Erigió el monumento la "Cruz del Siglo" en el Campo del Ángel, y compró el antiguo Convento de San Juan de la Penitencia, para incorporar su edificio al viejo Hospital Municipal, el cual moderniza y reforma.
En 1879 puso en marcha la sociedad "La Bienhechora Complutense" para construir, sin ánimo de lucro,  casas para “obreros, braceros, menestrales, viudas y huérfanos”, en los números 9 y 11 de la calle de Postigo.
Fue el presidente de la Sociedad de Condueños en varias ocasiones, y bajo su mandato se edificó el Círculo de Contribuyentes (del que fue fundador y primer presidente en 1890), el Hotel Cervantes, las casas de la calle Pedro Gumiel, y consiguió la estatua del Cardenal Cisneros que inicialmente se instaló sobre el brocal del patio de Santo Tomás de Villanueva del antiguo Colegio Mayor de San Ildefonso.
Como empresario creó la "Casa de Baños Neptuno" de la calle Santiago, y fundó la Sociedad que construyó el Teatro-Salón Cervantes sobre un solar aportado por el, siendo su primer gerente. Además, disponía de una fábrica de tejas, ladrillos, baldosines y cerámica. Falleció en Alcalá de Henares el 22 de marzo de 1926.

## Reconocimiento
- Nombrado Caballero de la Real Orden de Isabel la Católica.
- Presidió la Asamblea local de la Cruz Roja de Alcalá de Henares, que le premió con la Medalla de Oro de la Entidad.

## La familia Huerta

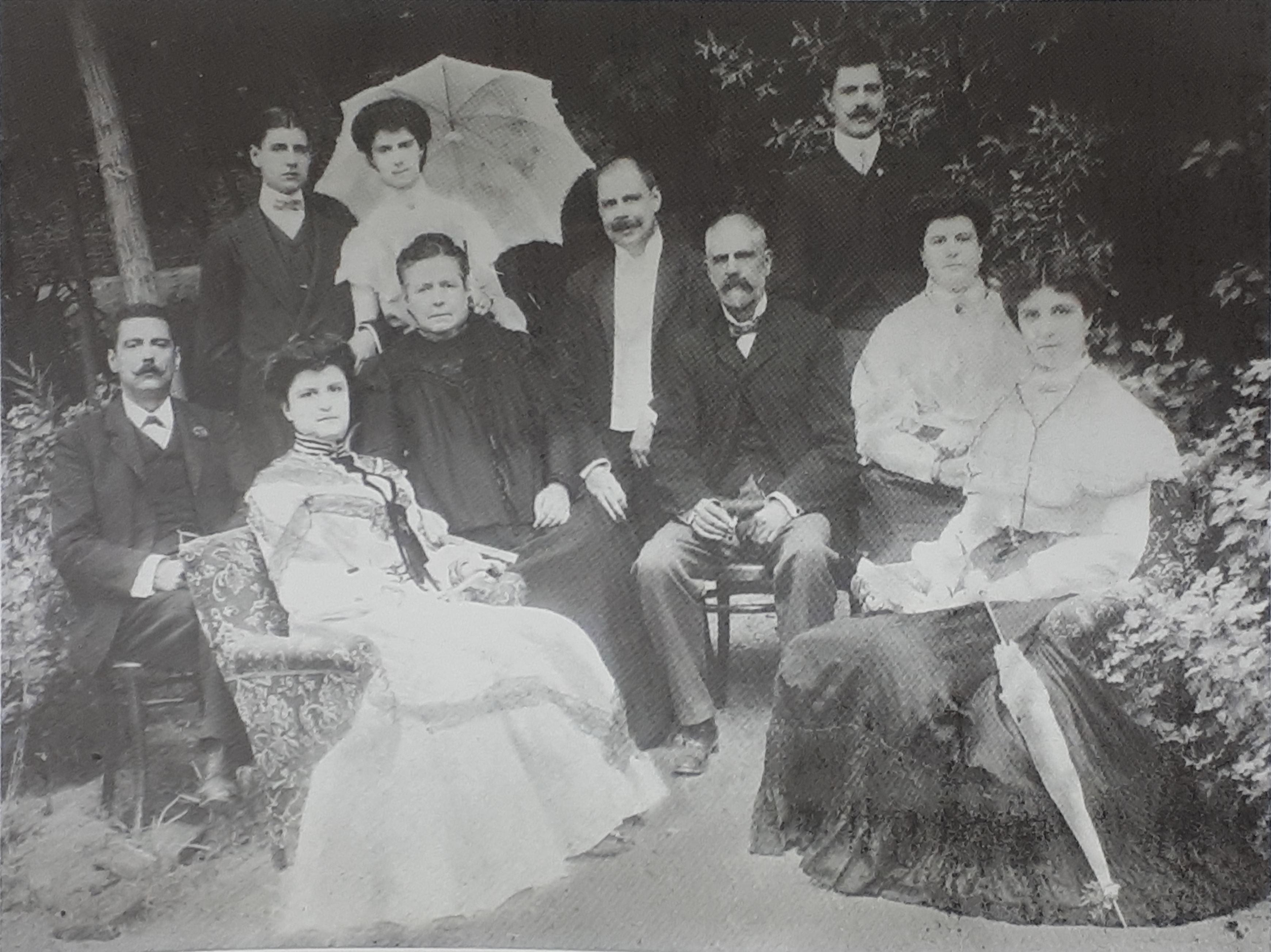
Familia Huerta Calopa en el jardín de su casa.
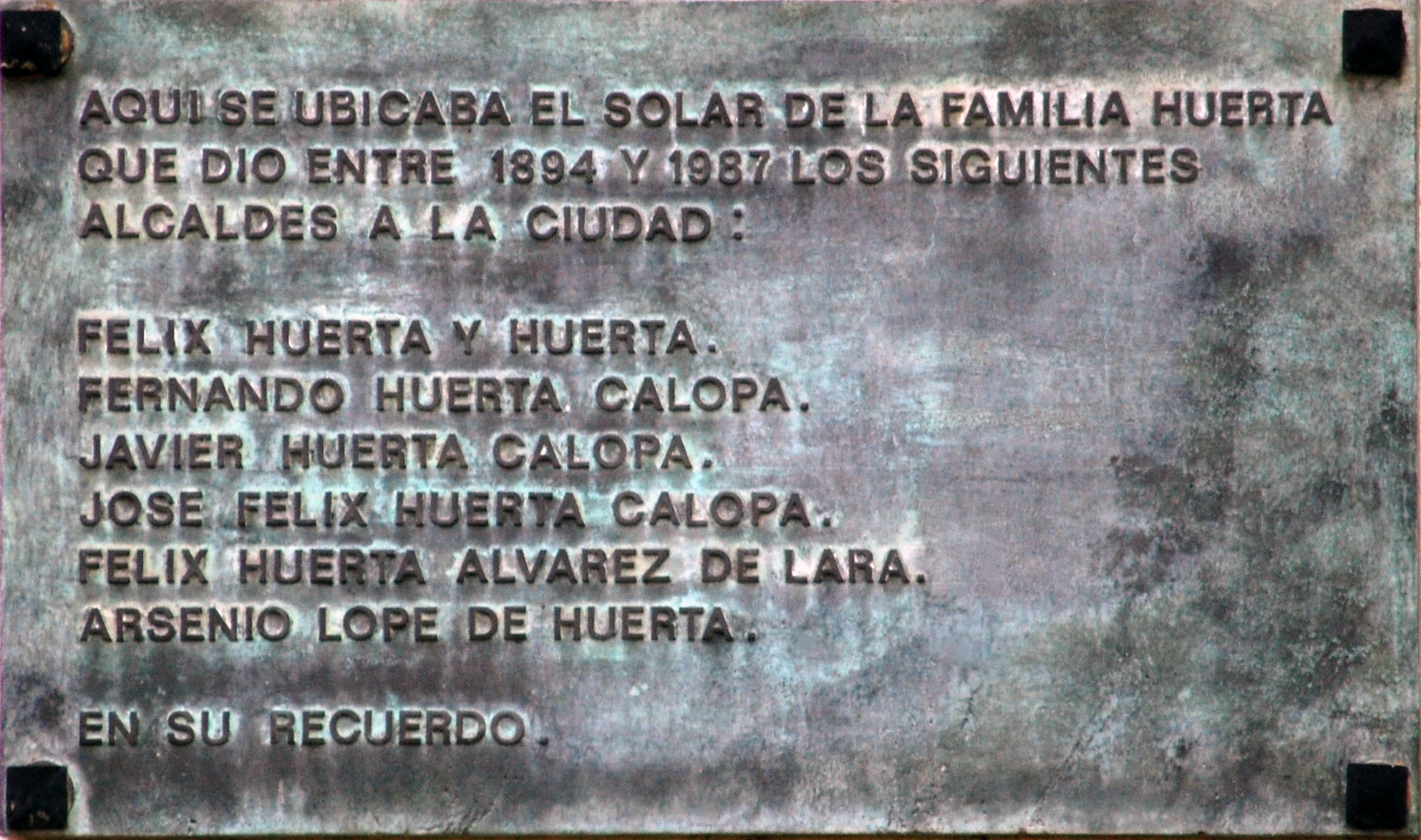
Placa en recuerdo de los alcaldes de la Familia Huerta.
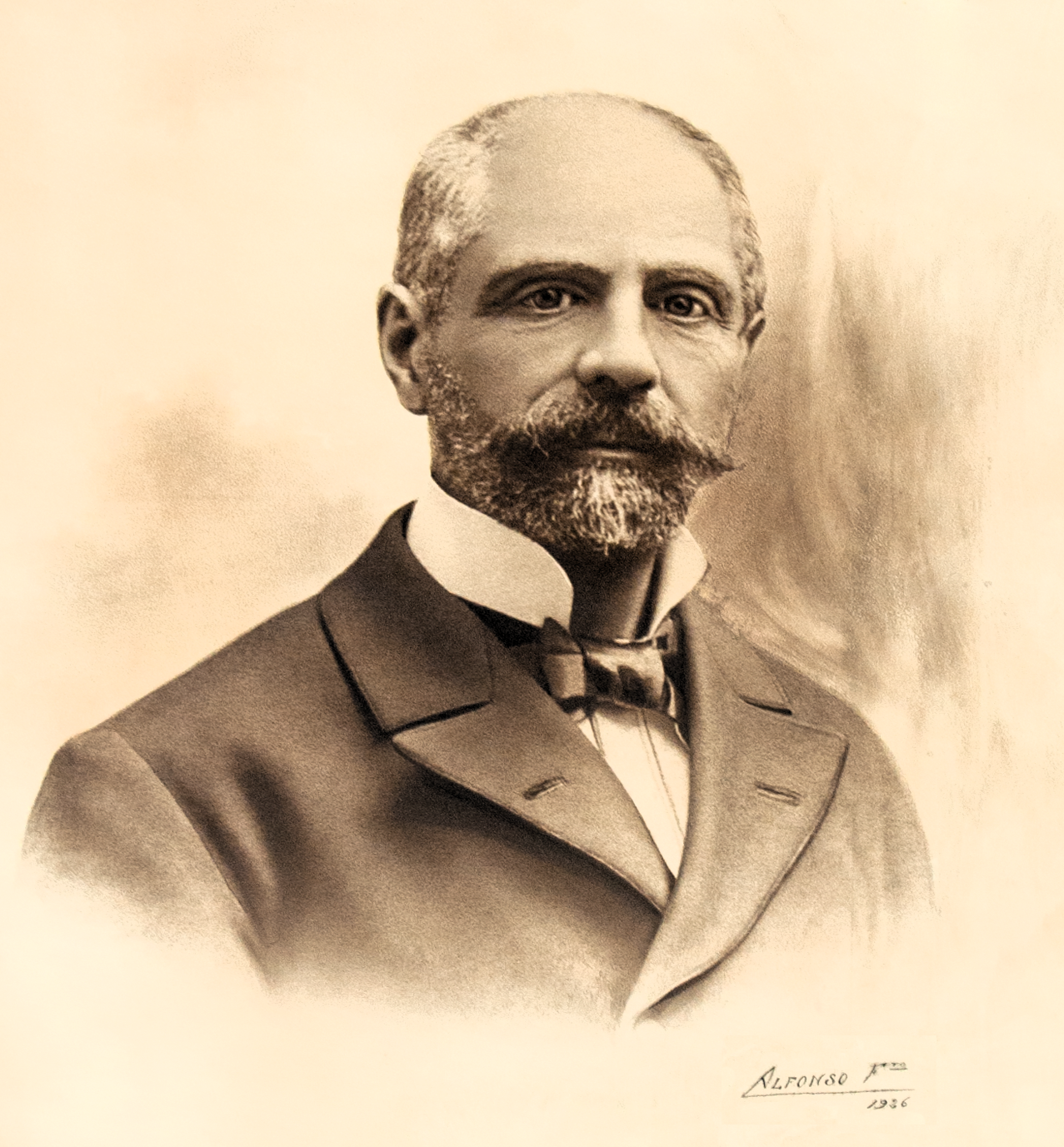
Félix Huerta y Huerta

La familia Huerta desempeñó un importante papel en la vida política y social de Alcalá de Henares, durante los siglo XIX y XX. Ejercieron como abogados y jueces; dirigieron periódicos locales, como "El eco complutense", y otras actividades empresariales.
La familia Huerta ha dado una saga de concejales y alcaldes a la ciudad complutense, siendo Félix Huerta y Huerta su nexo entre todos ellos. Su abuelo y su padre fueron concejales de la corporación municipal. De sus cuatro hijos varones, tres de ellos llegarían a ocupar el sillón municipal de Alcalá: Fernando, Javier y José Félix. Así como su nieto Félix Huerta Álvarez de Lara, y su bisnieto Arsenio Lope Huerta.
Por otro lado, desde Javier Huerta Calopa hay cuatro generaciones de farmacéuticos, en torno a la farmacia de la calle del Tinte, inaugurada en 1905.

## Véase también

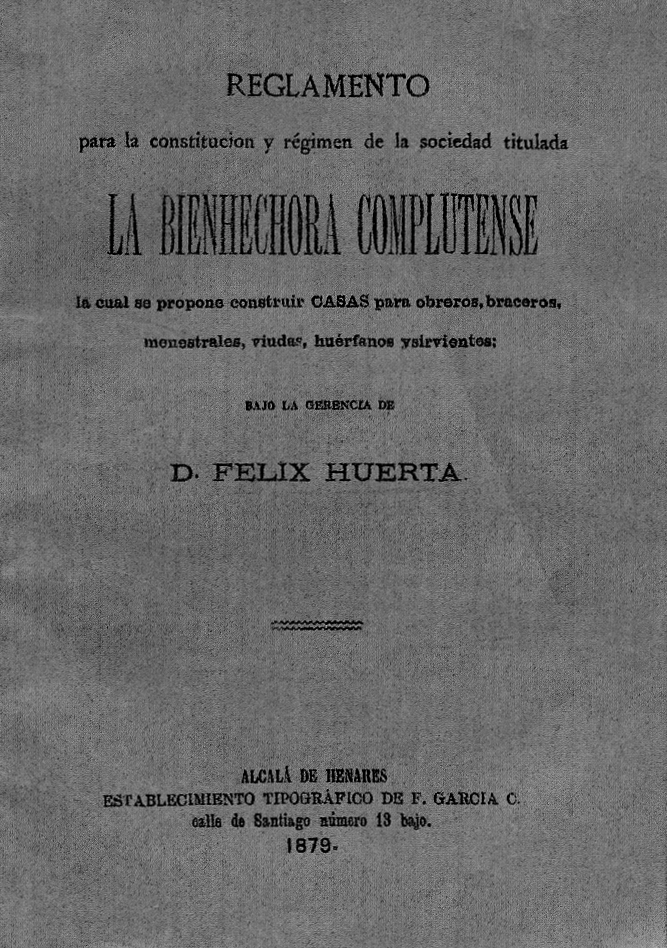
Reglamento de la sociedad "La Bienhechora Complutense" (1879).